# Daniel Sagüés
Daniel Alejandro Sagüés Jiménez (20 de octubre de 1967) es un director de televisión chileno.

## Carrera profesional
Comenzó su carrera en RTU, actual Chilevisión. En 1992 ingresó a Televisión Nacional de Chile (TVN), donde dirigió numerosos programas, varios de ellos conducidos por Felipe Camiroaga, con quien tuvo una reconocida amistad. En Pase lo que pase Sagüés y Camiroaga protagonizaron el sktech de «Las guaguitas», entre otros. Tras la muerte de Camiroaga en 2011, Sagües quedó sin proyectos en la emisora estatal, y sólo dirigió el programa de humor La dimensión Rossa. Finalmente, fue desvinculado de TVN en febrero de 2013.
Sagüés también dirigió los cierres de la Teletón Chile en 2011 y 2012, y el V Festival Verano de Iquique. En 2014 asumió como director audiovisual de la Presidencia de Chile. En 2016 regresó a TVN para dirigir Kamaleón, el show de Kramer.
En abril de 2017 Sagüés arribó a Mega para dirigir el matinal Mucho gusto. Renunció a ese canal en febrero de 2018.

## Programas
- Pase lo que pase (TVN, 1998-2002)
- Ciudad Gótica (TVN, 2003-2004)
- De pé a pá (TVN, 2004-2005)[6]
- Vía pública (TVN)
- El día del Coco (TVN, 2008)
- Animal nocturno (TVN, 2006-2011)
- Halcón y Camaleón (2010)
- Fruto prohibido (TVN, 2011)
- La dimensión Rossa (TVN, 2012)
- Kamaleón, el show de Kramer (TVN, 2016)
- Mucho gusto (Mega, 2017-2018)
- Bienvenidos (Canal 13, 2018-2020)